# Virtus Pallacanestro Bologna 1964-1965

## Roster
Knorr Bologna 1964-65
- Nino Calebotta (capitano)
- Mario Alesini
- Justo Bonetto
- Giorgio Borghetti
- Augusto Giomo
- Gianfranco Lombardi
- Corrado Pellanera
- Santo Rossi
- Franco Tesoro
- Ettore Zuccheri
- Giorgio Bonaga

## Staff Tecnico
- Allenatore:  Mario Alesini

## Risultati
- Serie A: 3ª classificata su 12 squadre (15-7)